# Гессен-Нассау
Ге́ссен-На́ссау (нем. Hessen-Nassau) — провинция Пруссии (с 1871 года — часть единой Германии). Была образована в 1868 году из части земель, полученных королевством Пруссия вследствие войны 1866 года. В 1944 году была разделена на две новые провинции Кургессен и Нассау. Столица — город Кассель. Сегодня эта территория входит в состав ФРГ, основная её часть включена в землю Гессен.

## История

### Образование провинции
На 18 августа 1866 года после австро-прусской войны под прусский контроль попали Курфюршество Гессен (Гессен-Кассель) (кроме нескольких общин), герцогство Нассау (тоже за исключением некоторых частей), Вольный город Франкфурт (кроме двух общин) и баварские нижнефранконские эксклавы. Кроме того, Великое герцогство Гессен (Гессен-Дармштадт) было вынуждено уступить Пруссии территорию бывшего ландграфства Гессен-Гомбург, а также владение Шмалькальден и несколько других мелких участков.

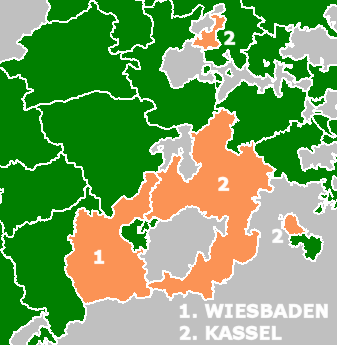
Округа в Гессен-Нассау, 1878

На приобретённых территориях были образованы два административных округа:
- Административный округ Кассель, центр — Кассель
- Административный округ Висбаден[нем.], центр — Висбаден

В округ Кассель входила бывшая территория курфюршества Гессен, а также приобретённые баварские эксклавы. Округ Висбаден включал в себя территории бывших Нассау, Франкфурта и земли, полученные от Великого герцогства Гессен. В декабре 1868 года из этих округов официально была образована новая прусская провинция, получившая название Гессен-Нассау.

### Веймарская республика
С 1 мая 1929 года Свободное государство Вальдек по итогам референдума вошло в состав Пруссии и было включено в округ Кассель провинции Гессен-Нассау.
Указом от 1 октября 1932 года был произведён обмен эксклавами между прусскими провинциями. Район Ветцлар был переведён из округа Кобленц Рейнской провинции в состав округа Висбаден провинции Гессен-Нассау, а район Шаумбург — из округа Кассель провинции Гессен-Нассау в состав округа Ганновер провинции Ганновер.

### Третий рейх

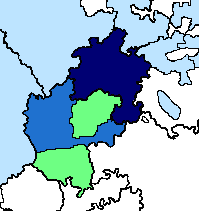
Кургессен (Пруссия)
Нассау (Пруссия)
Государство Гессен

После прихода к власти национал-социалистов в 1933 году и началом политики гляйхшальтунга провинции фактически утратили своё значение, а власть обер-президента всё больше входила в конфликт с властью гауляйтеров партийных гау. При этом территория провинции Гессен-Нассау была поделена между гау Кургессен (север прусской провинции Гессен-Нассау) и гау Гессен-Нассау (куда кроме южной части прусской провинции Гессен-Нассау входила также и территория земли Гессен). Такая смешанная структура нередко приводила к трениям между различными организациями.
Указом фюрера от 1 июля 1944 года провинция Гессен-Нассау была упразднена. В соответствии с границами партийных гау были образованы две самостоятельные провинции: Кургессен — на территории округа Кассель и Нассау — на территории округа Висбаден. Одновременно районы Ханау, Гельнхаузен и Шлюхтерн, а также внерайонный город Ханау были переданы из округа Кассель в округ Висбаден, став таким образом частью провинции Нассау.
Кроме того, относящийся ранее к округу Кассель эксклавный район Шмалькальден был передан в округ Эрфурт, который в связи с одновременной ликвидацией провинции Саксония переходил в прямое подчинение рейхсштатгальтеру в Тюрингии.

### Послевоенное развитие
В 1945 году основная часть бывшей провинции Гессен-Нассау оказалась в американской зоне оккупации. Западная часть округа Висбаден перешла под контроль французской оккупационной зоны. В сентябре 1945 года американская военная администрация провозгласила новую землю Большой Гессен, в которую включила находявшуюся в своей зоне часть бывшей провинции Гессен-Нассау, а также расположенную по правую часть Рейна территорию бывшего государства Гессен. С принятием новой конституции в декабре 1946 года земля получила современное название Гессен.

## География и экономика
За исключением более низменных долин Майна и Рейна (между Ганау и Рюдесгеймом) и узкой долины Везера, территория Гессен-Нассау относилась к Среднегерманской возвышенности, представляющую собой волнистую поверхность с многочисленными отдельными вершинами и более крупными горными массами, между которыми тянутся долины рек: Верры, Фульды, Кинцига, Нидды, Майна, Рейна и Лана. Сады, поля и виноградники занимали в 1887 году 6129 км², луга и пастбища — 1812 км², леса — 6272 км². Здесь возделывали всякого рода зерновой хлеб, из стручковых растении — особенно бобы, много табака, льна и овощей. Большое значение имело виноделие. Также было очень развито лесоводство, рыболовство и скотоводство.
Каменный уголь добывался лишь в Шаумбурге, бурый уголь — повсюду. Однако гораздо большее значение имела добыча руд: железной, цинковой, свинцовой, марганцовой и медной. Важным источником доходов провинции также являлись многочисленные целебные источники: Швальбах, Гомбург, Кронталь, Соден, Висбаден, Эмс, Фахинген, Зельтерс и Шлангенбад. Большое количество воды некоторых источников (особенно Зельтерса) экспортировалось в различные страны. В Дитемюле и Неротале, близ Висбадена, в Иоганнисберге и Нассау имелись водолечебные заведения.
На территории провинции было развито производство изделий из камня, мрамора и обожжённой глины, деревянных изделий, фруктового вина (в долине Майна), шипучих вин (в Нассау). Также имелись бумагопрядильни, ткацкие и суконные фабрики, кожевенные заводы, фабрики бумаги и игральных карт. Было развито отливание шрифта, приготовление ювелирных, золотых и серебряных изделий. Важнейшими промышленными и торговыми пунктами провинции были Франкфурт-на-Майне, Кассель, Ганау, Висбаден, Фульда и Лимбург. Из многочисленных ярмарок важнейшая также располагалась во Франкфурте-на-Майне.
Из учебных заведений ведущую роль играл основанный в 1527 году Марбургский университет. По отношению к народному образованию провинция Гессен-Нассау занимала среди прусских провинций одно из первых мест.

## Население

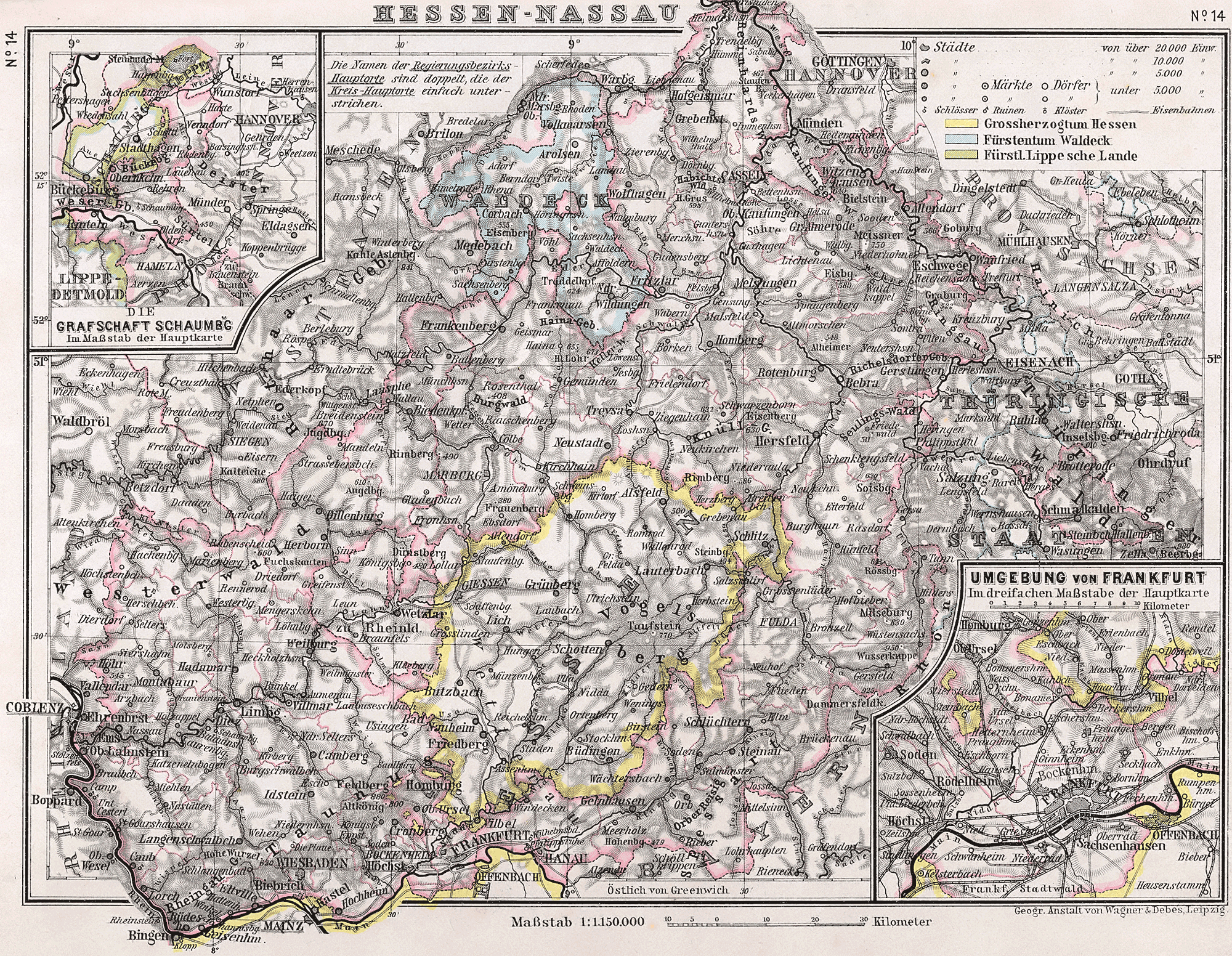
Провинция Гессен-Нассау королевства Пруссия и княжество Вальдек, карта 1905 года

### Статистические данные
В конце XIX века провинция Гессен-Нассау являлась наименьшей по площади из всех прусских провинций, по числу жителей занимала девятое место, по густоте населения — четвёртое. В 1890 году численность населения составляла 1,664 миллионов человек, из них — 70 % протестантов, 27 % католиков и 3 % евреев.
Территория и население провинции Гессен-Нассау в 1900 году:
| Административный округ | Площадь, км² | Население, чел. | Количество районов | Количество районов |
| Административный округ | Площадь, км² | Население, чел. | сельских           | городских          |
| ---------------------- | ------------ | --------------- | ------------------ | ------------------ |
| Округ Кассель          | 10.082,03    | 890.142         | 22                 | 2                  |
| Округ Висбаден         | 5.617,25     | 1.007.839       | 16                 | 2                  |
| Всего по провинции     | 15.669,28    | 1.897.981       | 38                 | 4                  |

Территория и население провинции Гессен-Нассау в 1925 году:
| Административный округ | Площадь, км² | Население, чел. | Количество районов | Количество районов |
| Административный округ | Площадь, км² | Население, чел. | сельских           | городских          |
| ---------------------- | ------------ | --------------- | ------------------ | ------------------ |
| Округ Кассель          | 10.085       | 1.092.298       | 22                 | 2                  |
| Округ Висбаден         | 5.618        | 1.304.573       | 15                 | 2                  |
| Всего по провинции     | 15.703       | 2.396.871       | 37                 | 4                  |

Религиозный состав населения в 1925 году: 68,1 % — протестанты; 28,1 % — католики; 0,2 % — другие христианские конфессии; 2,2 % — евреи; 1,4 % — прочие конфессии.
Площадь и численность населения провинции Гессен-Нассау и отдельных её административных округов по состоянию на 17 мая 1939 года в границах на 1 января 1941 года и количество районов на 1 января 1941 года:
| Административный округ | Площадь, км² | Население, чел. | Количество районов | Количество районов |
| Административный округ | Площадь, км² | Население, чел. | сельских           | городских          |
| ---------------------- | ------------ | --------------- | ------------------ | ------------------ |
| Округ Кассель          | 10.887,01    | 1.213.686       | 21                 | 4                  |
| Округ Висбаден         | 5.958,21     | 1.461.425       | 14                 | 2                  |
| Всего по провинции     | 16.845,22    | 2.675.111       | 35                 | 6                  |

### Городское и сельское население
Распределение населения по различным типам населённых пунктов в зависимости от их величины по общему количеству жителей, согласно данным переписи населения 1925 года и по состоянию на 17 мая 1939 года:
| Год  | Доля населения по категориям населённых пунктов по числу жителей | Доля населения по категориям населённых пунктов по числу жителей | Доля населения по категориям населённых пунктов по числу жителей |
| Год  | менее 2.000 жителей                                              | 2.000 — 100.000 жителей                                          | более 100.000 жителей                                            |
| ---- | ---------------------------------------------------------------- | ---------------------------------------------------------------- | ---------------------------------------------------------------- |
| 1925 | 44,4 %                                                           | 24,7 %                                                           | 30,9 %                                                           |
| 1939 | 40,9 %                                                           | 23,9 %                                                           | 35,2 %                                                           |

Крупнейшими городами провинции Гессен-Нассау являлись (по данным 1925 года):
- Франкфурт-на-Майне (округ Висбаден) — 467.520 чел.
- Кассель (округ Кассель) — 171.234 чел.
- Висбаден (округ Висбаден) — 102.737 чел.
- Ханау (округ Кассель) — 38.670 чел.
- Хёхст (округ Висбаден) — 31.534 чел.
- Фульда (округ Кассель) — 26.057 чел.

## Обер-президенты

Герб провинции Гессен-Нассау

Пост обер-президента введён в Пруссии согласно указу от 30 апреля 1815 года об улучшении организации провинциального управления (нем. Verordnung wegen verbesserter Einrichtung der Provinzial-Behörden).
| Годы      | Обер-президент              | Партия |
| --------- | --------------------------- | ------ |
| 1867—1871 | Эдуард фон Мёллер           |        |
| 1872—1875 | Людвиг фон Боденшвинг       |        |
| 1876—1881 | Аугуст фон Энде             |        |
| 1881—1892 | Бото цу Эйленбург           |        |
| 1892—1898 | Эдуард фон Магдебург        |        |
| 1898—1903 | Роберт фон Цедлитц-Трюцшлер |        |
| 1903—1907 | Людвиг фон Миндхайм         |        |
| 1907—1917 | Вильгельм фон Хенгстенберг  |        |
| 1917—1919 | Аугуст фон Тротт цу Зольц   |        |
| 1919—1930 | Рудольф Швандер             | НДП    |
| 1930—1932 | Аугуст Хаас                 | СДПГ   |
| 1932—1933 | Эрнст фон Хюльзен           |        |
| 1933—1943 | Филипп фон Гессен           | НСДАП  |
| 1943—1944 | Эрнст Бекман                | НСДАП  |